# Pancrustacea
Pancrustacea je klada, koja obuhvata sve rakove i heksapode. Ovo grupiranje je kontrarno hipotezi Atelocerata, po kojoj su Myriapoda i Hexapoda are sistrinski taksoni, a rakovi su samo u manjoj meri srodni. Od 2010. godine, Pancrustacea takson je široko prihvaćen. Ovaj kladus se isto tako naziva Tetraconata, u smislu četvrtastih ommatidia koje mnogi članovi poseduju. To ime neki naučnici preferiraju kao način izbegavanja zabune jer se prefiks „pan-” koristi kao indikacija da klada obuhvata krunsku grupu i sve pretstavnike matičnih grupa.